# ماگدالنووو

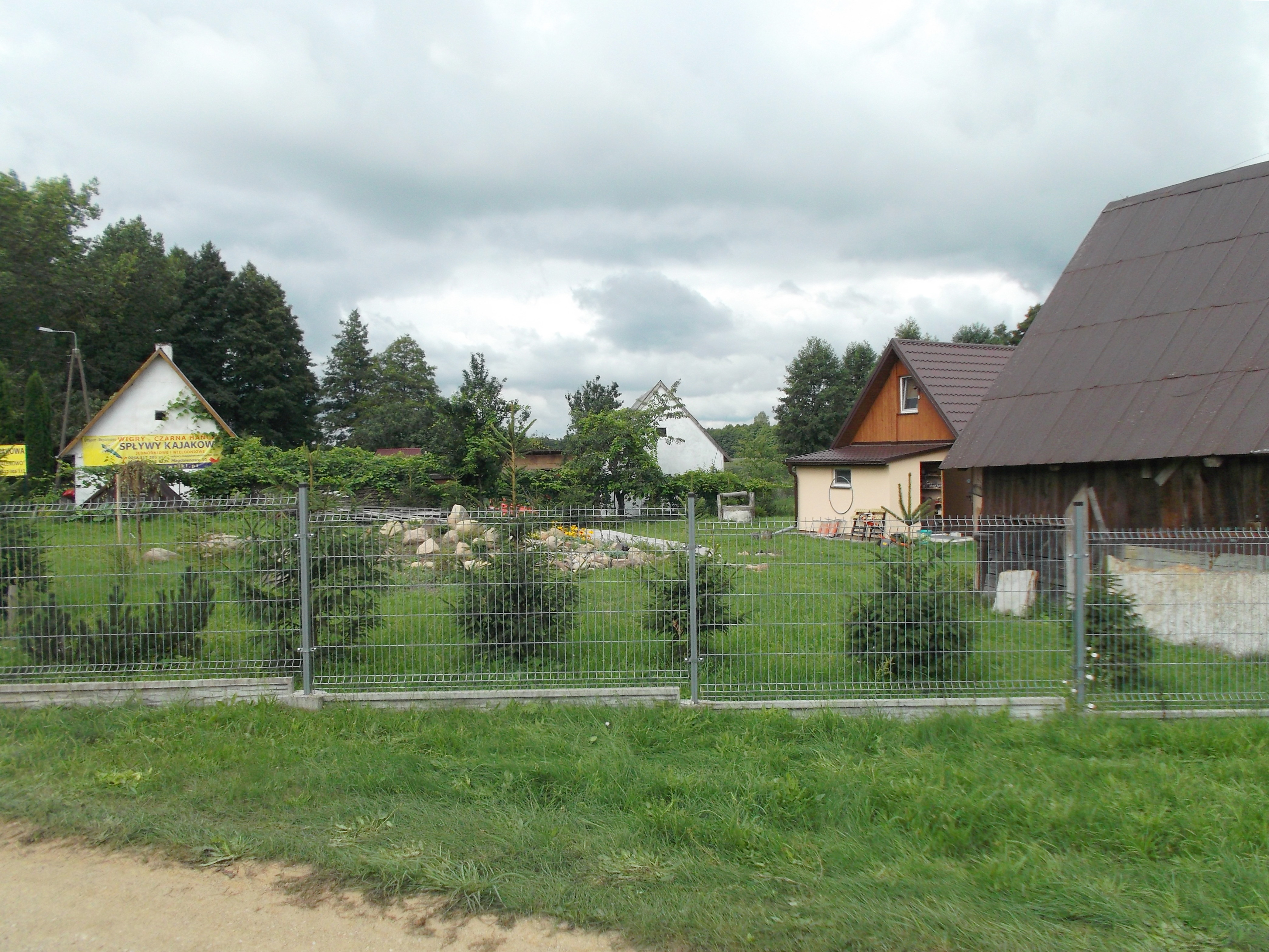
روستای ماگدالنووو

ماگدالنووو (به لاتین: Magdalenowo) یک روستا در لهستان است که در گمینا سوواوکی واقع شده‌است. ماگدالنووو ۲۰ نفر جمعیت دارد.